# Kalappia
Kalappia là một chi thực vật có hoa trong họ Đậu.